# I've Got Your Number (Cheyne Coates-dal)
Az I've Got Your Number az ausztrál Cheyne Coates első kimásolt kislemeze a Something Wicked This Way Comes című első stúdióalbumról. A dal csupán Ausztráliában volt slágerlistás helyezés.

## Megjelenések
CD Single  Ausztrália Aperitif – ar00600
1. I've Got Your Number (Original)	3:10
2. I've Got Your Number (Rogue Traders Remix) 7:10
3. I've Got Your Number (16th Element Remix) 7:36
4. I've Got Your Number (EMC Remix) 6:02
5. I've Got Your Number (A Cappella) 3:02

## Slágerlista
| Slágerlista (2004)            | Legjobb helyezések |
| ----------------------------- | ------------------ |
| ARIA Singles Chart            | 26                 |
| ARIA Australian Singles Chart | 5                  |
| ARIA Club Chart               | 10                 |